# Hermann Dietrich Lindheim
Hermann Dietrich Lindheim (30. července 1790, Vratislav – 11. března 1860, Vídeň) byl obchodník a velkoprůmyslník, průkopník v textilním a chemickém průmyslu, hornictví a železničním stavitelství. Podnikal ve Slezsku, Čechách, Sasku a ve Vídni.

## Životopis
Narodil se v rodině židovského obchodníka Davida Levyho ve slezské Vratislavi. Jeho původní jméno bylo Heymann David Levy, které po konverzi na evangelickou víru změnil a používal jméno Hermann Dietrich Lindheim. V roce 1826 se v Paříži oženil s Estellou Marií Mevil (1806–1878), z tohoto manželství vzešly čtyři děti:
- Clementine (1831–1884), provdaná 20. listopadu 1850 za majitele panství a dědice statku Huga von Löbbecke (1827–1901).
- Ernst Edler von Lindheim (1832–1895) průmyslník, byl společníkem a vedoucím otcova podniku.
- Wilhelm rytíř von Lindheim (1835–1898), průmyslník, společník a vedoucí v otcově firmě, od roku 1867 se zabýval železničním stavitelstvím v Evropě, především na území habsburské monarchie, a zčásti v Rusku.
- Alfred rytíř von Lindheim (1836–1913), byl ředitelem vídeňské obchodní banky, členem státní železniční rady a poslancem zemského sněmu.[1]

Za své zásluhy se stal pruským královským tajným radou a byl vyznamenán řádem Červené orlice. Za podíl na rozvoji industrializace v českých zemích a celé habsburské monarchie byl vyznamenán řádem císaře Františka Josefa.
Hermann Dietrich Lindheim zemřel 11. března ve Vídni, po své smrti byl pohřben 18. března 1860 v Kladských Oldřichovicích. Jeho synové získali jako ocenění otcových služeb v roce 1860 šlechtický titul.
V roce 1975 ve Vídni Penzing (14. vídeňský městský okres) byla pojmenována ulice Linheimgasse.

## Dílo

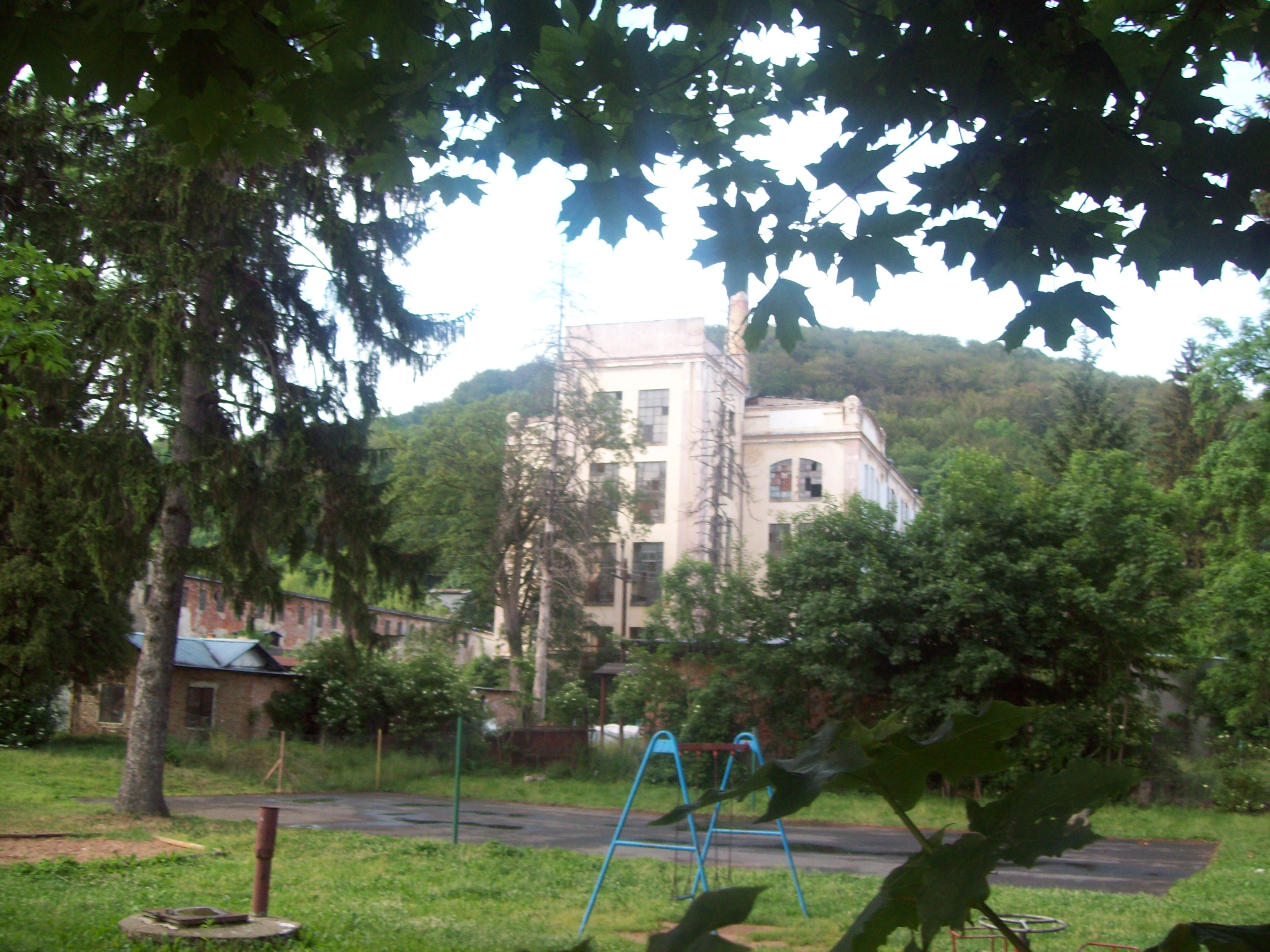
Textilní továrna založená v roce 1822 H. D. Linheimem v Kladských Ołdzrychowicích.

V roce 1822 úspěšný obchodník s vlněnou přízí Hermann Dietrich Linheim koupil pozemky od hraběte Wilhelma Magnise v Kladských Oldřichovicích, kde v roce 1825 jako první v Evropě zavedl mechanické spřádání příze. Pro pohon textilních strojů s 9000 vřeteny a vyhřívání budov zavedl parní pohon. Zvlášť pro tento účel vybudoval vodní náhon, kterým přiváděl vodu z řeky. Pro výrobu textilních stojů zde byly vybudovány strojírny a slévárny, které později vyráběly kotle a parní stroje. V roce 1837 vystavěl společně s bankéřem Friedrichem Eduardem von Löbbecke v obdobném progresívním a velkolepém stylu přádelny v České Skalici, přibližně 50 km od Kladských Ołdrzychowic. V roce 1841 zde bylo v provozu 6 836 vřeten.
V roce 1840 se Lindheim usadil ve Vídni a se svým bratrem zde otevřel velkoobchodní dům pod názvem I. M. Lindheim. Později se stal jeho jediným vlastníkem pod názvem H. D. Lindheim. V roce 1840 uvedením do provozu přádelny lnu a konopí v Kladských Oldřichovicích zvýšil počet zaměstnanců v přádelnách na 830 a dalších 150 bylo zaměstnáno v jiných provozech. Další přádelnu bavlny a tkalcovnu vybudoval v Krosnovicích a Żelaznu se 750 zaměstnanci. Tento podnik záhy prodal. V letech 1846–1847 ve spolupráci s anglickou firmou R. & W. Hawthorn, Newcastle, byly v Kladských Oldřichovicích sestrojeny první tři parní lokomotivy ve Slezsku. Díly byly dovezeny z Anglie a také proto dostaly lokomotivy sériové číslo anglického výrobce.
V roce 1847 zrušil první pacht na dřevouhelnou vysokou pec a dvě zkujňovací výhně s hamry v Perštejně (dominium Klášterec nad Ohří, Matyáš hrabě Thun-Hohenstein). Důvodem byla velká vzdálenost k později nabytých Lindheimových hutí. V roce 1844 zakoupil od Ludmily Hanišové z Greifenthalu velkostatek Vlkýš u Stříbra, na kterém se nacházely doly na černé uhlí. Po nabytí statku Vlkýš se Lindheimovi podařilo dosáhnout výnosů z dosud nerentabilních kamenouhelných dolů. K tomu také získal řadu rudných dolů v západních Čechách např. v okolí Heřmanovy Huti, Nýřan, Josefovy Huti aj. V roce 1847 z uhelných dolů bylo vytěženo 81 400 q a v roce 1848 94 200 q uhlí. 25. listopadu 1844 koupil od Johanna hraběte Nostitz-Rienecka železárny v Josefově Huti. Koncem 40. let založil další hutní závod Heřmanovou Huť ve Vlkýši u Stříbra. Zaváděním moderních postupů vyrábět vysoce jakostní výrobky. V roce 1849 získal od báňského hejtmanství koncesi na stavbu pudlovny a válcovnu kolejí. Výrobou kvalitních kolejnic vstoupil do železničního stavitelství. První kolejnice byly dodány na stavbu železnice z Prahy do Podmokel a Drážďan. Po tomto úspěchu zakládá Pražskou železářskou společnost – PŽS (Prager Eisenindistrie Gesellschaft, PEIG). V roce 1857 tato společnost zaměstnávala 2500 horníků a hutníků. Po pronajmutí státních železáren v Kladně vzrostl počet zaměstnanců na 5000. Významnou zakázkou této společnosti byla výstavba firemní železnice, Kladensko – nučické dráhy, která byla zprovozněna 7. ledna 1858.
V roce 1853 získal Lindheim několik dolů na zinkovou rudu v okolí Schwanrzenbergu v oblasti Saské Kamenice a u Merklína. V roce 1858 založil chemickou továrnu v Ústí nad Labem.
V říjnu 1854 získal předběžnou koncesi na výstavbu dráhy císařovny Alžběty (Vídeň–Linec–Salcburk–Mnichov), na které se také podílel bankéř Ernst Merck z Hamburku. 8. března 1856 získali definitivní koncesi. Pro zvládnutí výstavby železnice se oba koncesionáři spojili s c.k. privilegovanou Credit-Anstalt für Handel und Gewerbe (k.k. Rakouská Kreditní, obchodní a živnostenská banka) ve Vídni, s bankovním domem Rothschildů, se Simonem Oppenheimerem z Kolína nad Rýnem, s bankéřem J. F. Schmidtem z Hamburku a vytvořili společnost pro výstavbu Západní dráhy, která byla dokončena v roce 1860.
V roce 1860 obdržel povolení ke stavbě České západní dráhy.

### Sociální politika
Pro své zaměstnance Lindheim podnikal řadu investic do sociální sféry. Pro své dělníky v Oldřichovicích na své náklady vybudoval v roce 1823 odborné učiliště a po roce 1840 nechal vystavět čtvrť s domky. Také v českých výrobních střediscích stavěl dělnické kolonie a nemocnici pro potřebné. Pro nemocné vojáky a státní úředníky založil nadaci Gisela se sídlem v Mariánských Lázních.

### Seznam podniků a dolů
(neúplný, podle):
- 1844 koupil železnou huť na panství Planá.
- 1846 nájemce železné hutě na panství Horšovský Týn.
- 1850 buduje válcovnu v Heřmanově Huti u Vlkýše (v provozu od 1853). Pak součást PŽS.
- 1856 nájemce železné hutě na velkostatku Tachov (roční nájem 4500 zl) od Alfréda knížete z Windischgrätze. Pak součást PŽS.
- 1856 nájem huti v Lučině na panství Tachov. 1858 výstavba vysoké pece v Lučině - zánik 1867 a přebudování na sklárnu a brusírnu skla firmou Kupfer & Glaser, Vídeň.
- 1844 kupuje železárny v Halži, pak součást PŽS.
- 1846 (4. června) pronájem železáren včetně vysoké pece a rudných dolů v Srbech (Ferdinandsthalu) do roku 1851 od Ferdinanda knížete z Trauttmansdorffu, smlouva byla prodloužena do roku 1858. Pak byla součástí PŽS.
- 1844 koupil od Johanna hraběte Nostitz-Rienecka železárny v Josefově Huti.
- v roce 1845 čtvrtinový podíl z železáren, rudných a uhelných dolů převádí na svého společníka Friedricha Eduarda von Löbbecke z Vratislavi.
- 1846 pronájem železáren ve Ferdinandově údolí na panství Horšovský Týn.
- 1853 pronájem železáren pražské kapituly v Nových Mitrovicích na statku Spálené Poříčí.
- 1854 pronájem hutě Eleonory v Litičově u Ostrova nad Ohří od dvorského rady dr. Antonína Schmidta.
- Založené doly od roku 1856 u Vlkýše, v Blatnici – dolová pole Concordia, u Doubravy – dolové pole Centrum a Servác, u Kamenného Újezda a Mantova.

Po smrti D. H. Lindheima zanikl obchodní dům ve Vídni. Jeho synové však nadále řídili jeho průmyslové impérium. Ve druhé polovině 60. let 19. století své podíly předali bankovnímu domu Löbbecke ve Vratislavi. Textilky v Kladských Oldřichovicích koupil Friedrich Eduard von Löbbecke a provozy nadále rozšiřoval.